# Hermandad de Haro
La Hermandad de Haro fue una de las hermandades concejiles que se formaron en Castilla tras las Cortes de Valladolid de 1295. En 1296 Vitoria firmó dos hermandades, una con villas de la costa cántabra, formando la Hermandad de las Marismas y otra que es la que nos ocupa con villas de sus alrededores pertenecientes actualmente a Álava y La Rioja además de Miranda de Ebro. Debido a esta Hermandad se fundó la villa de Bilbao y su puerto en 1300, ya que las mercancías que iban a Castro Urdiales y Bermeo, al existir dos villas en la ria del Nervión que acortaban el trayecto, y acercaban el Mar.
Fue firmada el 6 de agosto de 1296 en Haro (dentro de la Comunidad autónoma de La Rioja, España).

## Integrantes
La carta de hermandad fue firmada por representantes de los concejos de Vitoria, Grañón, Logroño, Nájera, Santo Domingo de la Calzada, Miranda de Ebro, Haro, Briones, Davalillo, Labastida, Salinillas de Buradón, Portilla, Salinas de Añana, Puebla de Arganzón, Peñacerrada, Salvatierra, Antoñana y Santa Cruz de Campezo.

Empieza el texto:
"En nombre de Dios et de Santa Maria. Amén.
Sepán quantos esta carta vieren commo nos, los concejos de Vitoria, de Grannon, de Logronno, de Nágera, de Santo Domingo, de Miranda, de Haro, de Briones, de Davaliello, de la Bastida, de Saliniellas, de Portiella, Salinas de Annana, de la Puebla de Argançon, de Peñacerrada, de Salvatierra, de Antonnana, de Santa Cruz de Campeço, teniendo que es serviçio de Dios et de nuestro Sennor, el re don Ferrando et a pro et a guarda del su sennorio et de la hermandat del regno de Castiella et de nos todos comunalmente, ..."

## Objetivos
Las poblaciones se unían comunalmente: "por muchos agraviamientos e por muchas menguas e males e dannos e muertes de ommes e robos que avemos recebidos ssin rasson e ssin derecho de algunos ommes de la tierra".
1. Se comprometen a una jurisdicción global de todas las localidades que la componen, los delitos que se cometiesen en alguna de ellas, serían castigados en cualquier concejo que perteneciera a la Hermandad.
2. Se comprometen en caso de peligro de cualquier localidad de la Hermandad a ser auxiliada por las otras en su ayuda.
3. Se comprometen a enfrentarse a los señores poderosos que desafíen para hacer mal la autoridad de la Hermandad en los concejos que la componen.
4. Se comprometen a restituir cualquier daño recibido por algún vecino en otra localidad, si las leyes de la Hermandad lo amparasen.
5. Que si existiesen pleitos entre concejos miembros de la Hermandad, estos se arreglen conforme a lo guardado y dispuesto por ella.
6. Que si un concejo no guardase lo comprometido por la Hermandad, deje de ser miembro de la misma.
7. Que si hubiere de ir a la Guerra en nombre de la Hermandad, todos o alguno de los miembros de ella, se pague mil maravedis de las penas impuestas por esta Hermandad a aquellos que se retrasen en el auxilio.
8. Se comprometen 3 veces al año a acudir con 2 representantes de cada Concejo a la villa de Haro: El primero el tercer día de San Miguel de Noviembre, el segundo a ocho días de Pascua de Cuaresma y el tercero a ocho días después de San Juan de los Arcos en aquel lugar donde acordaren los llegados a Haro.
Se expide copias para cada miembro de la Hermandad con cada uno de los sellos de los concejos que lo componen.

Se fecha en Haro el lunes 6 de agosto de mil trescientos treinta y cuatro (año de 1.296 de nuestra era).

## Error histórico de algunos historiadores al situarla en 1358
Jamás existió ninguna Hermandad de Haro en 1358 y si en 1296; el error en que cayeron varios historiadores se debe a que: Joaquín José de Landázuri y Romarate historiador alavés del siglo XVIII en su obra "Los compendios históricos de la ciudad y villas de la M. N. y M. L. provincia de Alava. Pamplona" : En la imprenta de Miguel de Cosculluela, 1798. Se refiere también a la Hermandad que habían formado los concejos de Antoñana, Labastida, Peñacerrad y Portilla junto con otros sela que "para mejor guardarla y conservase en seguridad, y servicio de Dios y del Rey, se congreron los Diputados, o procuradores de los Concejos de dichas Villas en la de Haro, Lunes 6 días del mes de agosto de la Era de 1394, año de 1356 y para la observancia del buen régimen y govierno (así lo escribe él)y su conservación, castigo de los malhechores y liqüentes, dispusieron y formaron varias ordenanzas que están insertadas en el citado Documento, en un pergamino como de una vara de largo" Pero nos da una fecha equivocada pues la era del documento no es de 1394, si no de 1334 que corresponde al año de 1296. Otro error que hemos observado en la misma obra es que cuando cita los concejos que componían la Hermandad Landzuri omite el de Miranda de Ebro pp. 193 y 218-219.
"Contribución al estudio de las Hermandades en el reinado de Fernando IV de Castilla". Cesar González Minguez. Diputación Foral de Álava Consejo de Cultura. (1974). pp 9-10. como bien lo señala este autor sobre los sucesivos errores cometidos por varios historiadores que se copiaron unos a otros sin comprobar la veracidad de lo que escribían. 
- Datos: Q5895032